# NGC 1316B
NGC 1316B је спирална галаксија у сазвежђу Пећ која се налази на NGC листи објеката дубоког неба.
Деклинација објекта је - 36° 54' 31" а ректасцензија 3h 23m 39,5s. Привидна величина (магнитуда) објекта NGC 1316 износи 14,3 а фотографска магнитуда 15,1. NGC 1316B је још познат и под ознакама MCG -6-8-9, PGC 95472.